# Lișcoteanca
Lișcoteanca – wieś w Rumunii, w okręgu Braiła, w gminie Bordei Verde. W 2011 roku liczyła 589 mieszkańców.